# Nannocharax pteron
Nannocharax pteron är en fiskart som beskrevs av Fowler, 1936. Nannocharax pteron ingår i släktet Nannocharax och familjen Distichodontidae. IUCN kategoriserar arten globalt som otillräckligt studerad. Inga underarter finns listade i Catalogue of Life.